# Yael Shelbia
Yael Shelbia Cohen (en hebreo: יעל שלביה‎; 31 de agosto de 2001) es una modelo y actriz israelí.

## Primeros años
Yael Shelbia Cohen nació en Nahariya, Israel, en una familia judía ortodoxa religiosa. Su madre, Ofra Cohen, es una corredora de bienes raíces y bibliotecario con una Maestría en Planificación Urbana. Su padre, Ofer Cohen, es supervisor en una fábrica. Tiene dos hermanas y dos hermanos.
Utiliza su nombre medio, Shelbia, como su apellido profesional, el cual lo lleva en honor a su bisabuela, originaria de la isla tunecina de Yerba, y que se cree protege contra el mal de ojo.  Comenzó su carrera subiendo selfis a su cuenta de Instagram poco antes de su 16.º cumpleaños. Luego de toparse con sus fotos, recibió una oferta de la fotógrafa profesional israelí Marina Moskowitz para hacerle un catálogo profesional.

## Carrera
Estudió en una ulpaná, un instituto de educación secundaria para chicas religiosas. Su carrera como modelo generó controversia y oposición en su ulpaná, cuya directiva amenazó con enviar una carta al Ministerio de Educación israelí para expulsarle; sin embargo, su familia le ha apoyado en su carrera, siempre y cuando no interfiera con sus estudios religiosos; después de consultar con el Ministerio de Educación Religiosa de Israel, se le permitió continuar en su ulpaná con la condición de cumplir con ciertos lineamientos. Aun así, combinar su carrera de modelaje con un estilo de vida religioso le ha generado dificultades, no únicamente en cuanto al uso de vestimenta más modesta. Durante una campaña de modelaje en Milán, tuvo que mantenerse a base de galletas durante cuatro días, ya que no podía conseguir comida casher. Shelbia dice que ha perdido muchos contratos de modelaje debido a su cumplimiento de las normas relacionadas con el Shabbat y tipo de ropa a utilizar en sus campañas.
La velocidad con la que ha crecido su carrera tanto en Europa como en Israel, le ha generado inevitables comparaciones con otras modelos israelíes como Shlomit Malka, Dorit Revelis y Sofía Mechetner.
En 2018, modeló en una campaña para la marca KKW, de Kim Kardashián, donde sus fotos estuvieron escogidas por la misma.
Se convirtió en la imagen de la compañía de modas israelí Castro en 2017 y para Renuar en 2018. Ha recibido atención de los medios de comunicación no sólo debido a su imagen sino a su origen religioso, ya que sólo consume comida casher y observa shabbat, lo cual ha generado controversia en la comunidad religiosa judía ortodoxa. En 2019, Shelbia fue seleccionada para ser la imagen de la nueva gama de productos de belleza facial de Kylie Jenner.
Junto con el futbolista Lionel Messi, es la imagen del teléfono móvil basado en tecnología blockchain Finney de la empresa suiza Sirin Labs.
En 2019, debutó como actriz en una serie televisiva juvenil israelí basada en la historia de la unidad militar Palmaj; es una serie de aventuras ambientada en 1946, dos años antes de la Independencia de Israel. En la serie, una aparentemente inocente granja funciona en secreto como una base de formación y centro de reclutamiento para adolescentes excepcionales que servirán en el Palmaj, así como base para misiones de inmigración ilegal y operaciones especiales contra el Mandato Británico. La serie es transmitida en los canales Teen Nick y Yes TV Kids.
Shelbia ha aparecido en un número de campañas de modelaje internacional. Ha sido listada por el sitio web de críticos TC Candler en 2018 como el 3er rstro más bonito del mundo, por delante de su compatriota  Gal Gadot, y otra vez en 2019 como la 2ª cara más bonita del mundo. En diciembre de 2020, Yael fue nombrada nuevamente por el sitio 100 Most Beautiful Faces List de TC Candler como la cara más bonita del mundo.  Ese mismo año, Yael fue nombrada Modelo del Año por la revista de modas israelí At.
En 2020, Shelbia se alistó como soldado en Fuerza Aérea de Israelí como parte de su servicio militar obligatorio en las Fuerzas de Defensa de Israel, en vez hacer el Sherut Leumi, el servicio nacional, un servicio nacional de tipo civil tomado por la mayoría de las jóvenes de entornos religiosos.

## Vida personal
En 2019, comenzó a salir con el empresario norteamericano Brandon Korff (hijo del rabino Yitzhak Aharon Korff, y nieto del multimillonario Sumner Redstone).